# HMS Prince Eugene
«Принс Юджін» (англ. HMS Prince Eugene) — один з моніторів типу «Лорд Клайв», названий на честь Євгена Савойського, визначного воєначальника війни за іспанську спадщину, який воював разом з Джоном Черчиллем. Це єдиний корабель Королівського флоту, названий на честь цього полководця. Гармати головного калібру для нього (12 дюймові (305 міліметрів) були зняті з застарілого пре-дредноута «HMS Hannibal».
Монітори типу «Лорд Клайв» були побудовані в 1915 році для протидії німецькій береговій артилерії в окупованій Бельгії під час Першої світової війни. «Принс Юджін» спільно з однотипними моніторами регулярно займався цією службою у Дуврській ескадрі моніторів і брав участь у першому рейді на Остенде, забезпечуючи прикриття ескадри висадки.

## Перша світова війна
Його кіль був закладений 1 лютого 1915 року на верфі Гарланда та Вольфа у Говані, спущено на воду 14 липня того ж року.
Влітку 1918 року «Принс Юджін» став одним з трьох моніторів, яких мали додатково оснастити 18-дюймовою (457 міліметрів) гарматою, що призначалося лінійного крейсера «Ф'юріос», який був перетворений на авіаносець. Переозброєння не було завершене до кінця війни в листопаді 1918 року, та було скасовано, «Принс Юджін» був переведений у резерв.
«Принс Юджін» був утилізований у 1921 році.